# Hypoechinorhynchus
Hypoechinorhynchus is een geslacht in de taxonomische indeling van de haakwormen, ongewervelde en parasitaire wormen die meestal 1 tot 2 cm lang worden. De worm behoort tot de familie Arhythmacanthidae. Hypoechinorhynchus werd in 1939 beschreven door S. Yamaguti.

## Soorten
- Hypoechinorhynchus alaeopis Yamaguti, 1939
- Hypoechinorhynchus golvani Gutpa & Kumar, 1987
- Hypoechinorhynchus magellanicus Szidat, 1950
- Hypoechinorhynchus robustus Pichelin, 1999
- Hypoechinorhynchus thermaceri Buron, 1988